# Stazione di Felonica Po
La stazione di Felonica è una stazione ferroviaria della ferrovia Suzzara-Ferrara, a servizio del centro abitato di Felonica, frazione del comune di Sermide e Felonica.
La gestione delle infrastrutture è di competenza di Ferrovie Emilia Romagna (FER).

## Strutture e impianti
La stazione è dotata di due binari.
Il fabbricato viaggiatori presenta una piccola sala d'attesa.
Nel 2015 FER ha annunciato opere di ristrutturazione della stazione, da concludersi entro il 2017.

## Movimento
La stazione è servita dai treni regionali di Trenitalia Tper delle relazioni Suzzara-Ferrara e Sermide-Ferrara, svolti da Trenitalia Tper nell'ambito del contratto di servizio stipulato con la regione Emilia-Romagna.
A novembre 2019, la stazione risultava frequentata da un traffico giornaliero medio di circa 53 persone (22 saliti + 31 discesi).